# Ипоран
Ипоран (порт. Iporã) — муниципалитет в Бразилии, входит в штат Парана. Составная часть мезорегиона Северо-запад штата Парана. Входит в экономико-статистический микрорегион Умуарама. Население составляет 13 650 человек на 2006 год. Занимает площадь 647,894 км². Плотность населения — 21,1 чел./км².
Праздник города — 12 октября.

## История
Город основан 25 июля 1960 года.

## Статистика
- Валовой внутренний продукт на 2003 год составляет 90 903 810,00 реалов (данные: Бразильский институт географии и статистики).
- Валовой внутренний продукт на душу населения на 2003 год составляет 6087,85 реалов (данные: Бразильский институт географии и статистики).
- Индекс развития человеческого потенциала на 2000 год составляет 0,750 (данные: Программа развития ООН).

## География
Климат местности: субтропический.